# Ястребов, Василий Петрович
Васи́лий Петро́вич Я́стребов (4 [17] апреля 1907 года — 23 марта 1945 года) — участник Великой Отечественной войны, помощник командира взвода, парторг роты 30-го стрелкового полка 102-й стрелковой дивизии 48-й армии 1-го Белорусского фронта, Герой Советского Союза, старший сержант.

## Биография
Родился 17 апреля 1907 года в посёлке Пришиб (сейчас город Ленинск Волгоградской области). Рос в крестьянской семье, окончил начальную школу, затем работал в колхозе.
29 декабря 1941 года был призван в РККА Ленинским РВК и в 1943 году попал в действующую армию на Центральный фронт. Воевал в 30-м Хасанском стрелковом полку 102-й стрелковой дивизии.
Командир отделения сержант Ястребов отличился в боях 24—25 июня 1944 года. В рамках Бобруйской наступательной операции 102-я дивизия прорывала оборону противника в районе города Рогачёв Гомельской области. 24 июня, при прорыве обороны и форсировании реки Друть поднимал в атаку бойцов и увлекая их своим примером, первым ворвался во вражеские траншеи. 25 июня во время боёв за деревню Скачки был ранен, но продолжил бой отказавшись покинуть своё отделение. Отделение сержанта Ястребова ворвалось в деревню, уничтожив огневую точку с ручным пулемётом и открыв возможность дальнейшего продвижения нашей пехоте. За этот бой приказом по 48-й армии награждён орденом Красного Знамени. 28 июня был тяжело ранен и отправлен в госпиталь 48-й армии.
К осени 1944 года получил звание старшего сержанта и был назначен помощником командира взвода. В это же время был избран парторгом роты.

## Форсирование реки Нарев
В сентябре 1944 года старший сержант Ястребов отличился при форсировании реки Нарев. События происходили в районе польского города Ружан. 102-я дивизия в составе 29-го стрелкового корпуса вела тяжёлые бои за Ружанский плацдарм. Во время подготовки форсирования реки Василий Петрович с двумя однополчанами скрытно преодолел водную преграду и произвёл разведку. В ходе разведки он нашёл удобное место для сосредоточения личного состава роты. Эта позиция бала выбрана в качестве исходного рубежа для атаки хорошо подготовленной вражеской позиции. В ходе разведки выяснилось, что вражеская оборона сильно укреплена и глубоко эшелонирована. В ночь на 8 сентября под непосредственным руководством помкомвзвода Ястребова рота переправилась на правый берег реки. Для переправы использовались подручные средства.
Во время наступления и при взятии первой траншеи старший сержант Ястребов личным примером увлёк бойцов за собой, первым ворвался в траншею и в рукопашной схватке убил до десяти врагов. Дальнейшее наступление было остановлено железо-бетонной огневой точкой, в которой находился расчёт станкового пулемёта. Василий Петрович проявил находчивость и скрытно пробрался к доту. Он забросал дот гранатами, убил трёх немцев и повредил пулемёт.
При штурме второй траншеи старший сержант Ястребов снова проявил исключительное мужество и отвагу. Под сильным пулемётным и артиллерийским огнём он незаметно пробрался с левого фланга на расстояние броска гранаты до противника и подавил две пулемётные точки. После этого он внезапно ворвался во вражескую траншею и в завязавшемся рукопашном бою уничтожил 7 солдат противника. Остальных он обратил в бегство и расстреливал отступающих. После смелой атаки Василия Ястребова на поле боя осталось более тридцати убитых немецких солдат и офицеров.
Противник пытался выбить подразделение помкомвзвода Ястребова с захваченных позиций. Подтянув резервы и при поддержке самоходной артиллерии, враг контратаковал захваченный плацдарм. К этому моменту у красноармейцев стали заканчиваться боеприпасы. Василий Ястребов призвал однополчан стойко удерживать захваченные позиции и не отступать ни на шаг. Остатками боеприпасов и гранатами бойцы отбили неоднократные контратаки противника и удержали плацдарм. Важнейшая роль в этом принадлежала Василию Ястребова. В наградном листе его действия оценивались следующими словами: «… товарищ Ястребов сыграл доминирующую роль в захвате и удержании плацдарма на правом берегу реки Нарев».
Смелые и решительные действия старшего сержанта Ястребова получили высокую оценку. В соответствии С директивой Верховного главнокомандования № 219180 от 21 августа 1944 года командир 30-го Хасанского стрелкового полка подполковник Козьмин 25 сентября 1944 года написал представление к званию Героя Советского Союза с формулировкой: «За обеспечение прорывы обороны противника, форсирование реки Нарев, захват плацдарма и удержание его». 24 марта 1945 года старшему сержанту В. П. Ястребову было присвоено звание Героя Советского Союза с вручением ордена Ленина и медали «Золотая звезда».
Но к этому времени Василия Петровича уже не было в живых. Точное место, время и обстоятельства гибели не известны. Известно, что 28 сентября 1944 года старший сержант Ястребов был легко ранен. Грамота о присвоении звания Героя Советского Союза была вручена Вере Ивановне Ястребовой — жене героя.

## Вопрос о дате, месте и обстоятельствах смерти
Семья неоднократно пыталась найти сведения о дате, месте и обстоятельствах гибели В. Ястребова. Ленинский райвоенкомат делал запросы 27 августа 1945 года, 15 марта и 18 сентября 1946 года. В результате было установлено, что последнее письмо Василий Ястребов отправил 29 августа 1944 года через полевую почту 31795 (полевая почта 102-йстрелковой дивизии). В 1961 году Главное управление кадров Министерства обороны, в рамках подготовки издания альбома посвящённого Героям Советского Союза участникам Великой Отечественной войны, не смогло установить ни дату гибели, ни место. В запросе Отдела учёта персональных потерь сержантов и солдат Советской Армии от 25 марта 1964 года с формулировкой «по неофициальным данным» указана конкретная дата смерти 23 марта 1945 года. Однако в ответе на этот запрос архив Министерства обороны снова подтвердил, что в документах 30-го стрелкового полка и 102-й стрелковой дивизии данных о месте и дате гибели нет и указал, со ссылкой на картотеку на Героев Советского Союза, «погиб в ноябре 1944 года». В то же время в донесении 102-й стрелковой дивизии от 20 декабря 1945 года за подписью начальника штаба дивизии подполковника Н. К. Злоказова имеется запись, что Василий Петрович Ястребов 24 июня 1944 года выбыл из части по ранению в госпиталь 48-й армии и обратно в дивизию не вернулся. Вероятно после излечения продолжил службу в составе одной из частей 41-го стрелкового корпуса 3-й армии и погиб в бою под Гранау в Восточной Пруссии (ныне Гроново в Польше).
Несмотря на отсутствие информации о времени и месте гибели В. Ястребова, место его захоронения известно — это кладбище воинов Советской армии в Польском городе Бранево, могила VII 73. Его прах был перезахоронен в Бранево из Гроново. На могиле указана дата смерти: март 1945 года.

## Награды
- Звание Герой Советского Союза (24 марта 1945 года)[2]:
  - медаль «Золотая Звезда» (24 марта 1945 года)[2],
  - орден Ленина (24 марта 1945 года)[2];
- орден Красного Знамени (14 августа 1944 года)[4].

## Семья
Василий Петрович был женат на Ястребовой Вере Ивановне. У них было трое детей: двое 1938 и один 1941 года рождения. До 1947 году семья погибшего героя проживала в Ленинске на улице Ленинской в доме 389 и ежемесячно получала пособие в размере 75 рублей. Но в 1947 году, в связи с отсутствием документов подтверждающих гибель кормильца, семья была лишена денежного пособия.

## Память
Именем Василия Петровича Ястребова названа улица в Ленинске. Имя В. П. Ястребова включено в Книгу памяти Волгоградской области (том 2, книга 19).